# کروکلانکی
کروکلانکی (به لهستانی:  Kruklanki) یک روستا در لهستان است که در گمینا کروکلانکی واقع شده‌است. کروکلانکی  ۱٬۱۰۰ نفر جمعیت دارد.